# 蓬萊家
蓬萊家（ほうらいけ）は伊勢神宮内宮の社家。伊勢国宇治中之切町（三重県伊勢市宇治中之切町）長之世古奧に屋敷を構え、蓬萊大夫と称して御師業を営み、会合年寄役、内宮権祢宜兼副物忌父を世襲した。なお、大物忌父（おおものいみのちち）とは子良（こら）と呼ばれる神官の童女を補佐する役職。

## 根拠地
伊勢国飯高郡河俣郷滝野（三重県松阪市飯高町作滝）の滝野御厨守衛、滝野明神祢宜滝野氏が祖先とされる。御麻園村に分家した一派が度会郡楠部郷尾崎村（三重県伊勢市楠部町字尾崎）に移り、居住地の字名洞により洞屋と号した。宇治中之切町に移住後、洞（ほら）を「蓬萊」（ほうらい）と改めたという。
中之切町の屋敷は長之世古奧にあった。長之世古は長官薗田図書の屋敷があったことに因むが、蓬萊家が表門を建てて以来、蓬萊之世古とも呼ばれた。現在のおはらい町魚春本店横を入る通りである。

## 事績
忠久は『内宮引付』に「ホウライ久次」、『氏経卿記』に「大物忌副久次」、その長男尚家も『内宮永正引付』永正11年（1514年）2月21日条に大物忌副職として見え、実在が確認できる。
元和3年（1617年）10月5日宇治上両郷が下四郷老中に宛てた申合書（北中村文書）に「蓬萊屋」の名が見え、江戸時代初期から宇治の町政に参画していることがわかる。
忠永は副大物忌に就かず、万治2年（1659年）3月6日滝祭内人椿金之允幸忠が代わって就任した。忠永の弟忠章は長之世古入口に分家し、代々副地祭（とこまつり）物忌を務めた。
忠俊は喜多出雲から養子に入り、貞享4年（1687年）副大物忌となった。宝永6年（1709年）忠俊が死去すると、泉八郎次男忠由が家督を継いだ。『宇治雑記』所引の正徳2年（1712年）9月7日付文書に「中之切町蓬萊主殿」と見える。
享保4年（1719年）忠由が死去し、忠信が家督を継いだが、享保8年（1723年）忠信も死去し、享保9年（1724年）6月尚喜が養子に入り、7月権祢宜兼大物忌父を継ぎ、延享2年（1745年）5月会合年寄役となった。元文6年（1741年）尚喜が刊行した伊勢講宣伝冊子『太々神楽起源』によれば、講銭請取所は大坂北久太郎町三丁目竜田屋四郎兵衛で、大坂、摂津国、播磨国に世話役を擁している。
宝暦13年（1763年）4月尚喜が病と称して会合年寄役を辞任しているが、宝暦事件で京都を追われた竹内式部を宇治年寄役が市中に匿ったこととの関連が考えられる。
尚喜の長男尚賢は谷川士清、賀茂真淵、本居宣長に師事して国学者として活躍し、天明2年（1782年）林崎文庫を再興した。
尚賢の長男駒之助、庶子平三郎は共に夭折したため、障害持ちの次男尚陽が跡を継いだ。尚陽は妻2人を娶るも子を残せず没し、尚賢の長女加免子が嫁ぎ先で産んだ次男磯部親愛の次男尚古が蓬萊家を継いだ。年代は不明だが、奥の洞屋（蓬萊家本家）に子がね（無）とおしゃる。井戸は巻いと、釣瓶は黄金（こがね）。」という童歌が伝わる。
文政9年（1826年）6月尚古は屋敷、土蔵を全焼し、山田奉行星野丹後守により無担保で50両の融資を受け、中川経陰からも装束類を贈られた。
尚古の長男尚広は故実の研究等でやや家名を維持したが、明治時代尚古の長男尚武以降の蓬萊家は零落、絶家した。

## 歴代
1. 久次[2]
2. 尚家[2]
3. 尚長[2]
4. 忠吉 - 忌鍛冶内人土屋忠勝弟[2]。
5. 勘解由忠永 - 副大物忌を務めず[2]。
6. 右兵衛忠俊（? - 宝永6年（1709年）8月27日） - 喜多出雲男[2]。
7. 右兵衛忠由（延宝6年（1678年） - 享保4年（1719年）8月3日） - 泉与八郎次男[2]。
8. 忠信（正徳2年（1712年） - 享保8年（1723年）12月17日）[2]。
9. 右兵衛尚喜（ひさよし、正徳4年（1714年）4月15日 – 明和9年（1772年）11月6日） - 磯部親房三男。母は岡田氏。幼名は駒之介、通称は右京、伊織とも。号は一甫、一鳳[2]。
10. 雅楽尚賢（ひさかた、元文4年（1739年）10月20日） - 天明8年 （1788年）7月2日） - 尚喜長男。母は岩崎久明娘利津子。谷川士清、本居宣長門下。
11. 右京尚陽（ひさあき、安永6年（1777年）3月21日 – 文化4年（1807年）3月14日） - 尚賢次男。母は谷川士清娘八十子。蒔田器門下[5]。
12. 右兵衛尚古（寛政3年（1791年）8月11日 - 天保6年（1835年）3月15日） - 別名は尚知。加免子男磯部親愛次男[2]。
13. 雅楽尚広（ひさひろ、文化13年（1816年） - 文久元年（1861年）8月29日） - 名は尚通、尚広、通称は監物とも。尚古長男。母は八羽光顕娘和喜子[2]。
14. 尚武 - 尚広長男。母は薗田守良娘志都子。弟に椿時中[2]。
15. 尚虎 - 尚武長男。母は貞子[2]。

### 分家
1. 喜内忠章 – 元禄2年（1689年）副地祭物忌[2]。
2. 喜内尚盈 – 元禄10年（1697年）副地祭物忌[2]。
3. 多門尚命（? - 享保19年（1734年））[2]
4. 主殿尚福 – 通称は多門とも。享保20年（1735年）12月副地祭物忌[2]。
5. 掃部尚継 – 通称は多門とも。明和4年（1767年）9月副地祭物忌[2]。